# Дылбоки
Дылбоки (болг. Дълбоки) — село в Болгарии. Находится в Старозагорской области, входит в общину Стара-Загора. Население составляет 1 462 человека.

## Политическая ситуация
В местном кметстве Дылбоки, в состав которого входит Дылбоки, должность кмета (старосты) исполняет Иван Иванов Василев (независимый) по результатам выборов.
Кмет (мэр) общины Стара-Загора — Светлин Танчев (Граждане за европейское развитие Болгарии (ГЕРБ)) по результатам выборов.

## Известные уроженцы, жители
Блысков, Илия (1839, Дылбоки, Османская империя — 1913, Шумен, Третье Болгарское царство) — болгарский писатель, переводчик и театральный деятель. Один из основоположников болгарской повествовательной прозы.